# すごい科学で守ります!
『すごい科学で守ります!』（すごいかがくでまもります）は、漫画家兼特撮評論家の長谷川裕一による「スーパー戦隊シリーズ」を中心とした特撮作品におけるSF考証をまとめた解釈書である。
『特撮SF解釈講座』という副題が添えられている。

## 概要
科学的な考証ではなくいわゆるSF考証を行っていることが本シリーズの特徴である。あくまでも画面上の展開に基づく考察(のため公式設定とは必ずしも一致していない)及び、本来世界観を共有していない東映特撮作品がリンクしているという前提の上で、独自の考証を展開している。1作目の『すごい科学で守ります!』ではスーパー戦隊シリーズが(公式的には)世界観を共有していないと考える一方、あえてそれらが同一世界であるとした考察を行った。2作目の『もっとすごい科学で守ります!』では一作目で省いていた『秘密戦隊ゴレンジャー』と『ジャッカー電撃隊』を加えて、仮面ライダーシリーズや宇宙刑事シリーズとスーパー戦隊シリーズがリンクしていると仮定、第3作目の『さらにすごい科学で守ります!』ではメタルヒーローシリーズも加えて東映特撮作品全体が世界観を共有しているという考察を展開している。

## 解説
本作で語られている設定の内容はオフィシャル設定ではなく長谷川ならびに協力者の「考え方の一例」である。
書物製作の発端となったトークショーなどのイベントでは「ウルトラシリーズ」や「ゴジラシリーズ」などに言及する事もあるが、出版物では東映の製作した作品のみを扱っている。
あくまでも「SF考証」のため「科学考証」とは趣が異なる。それは著者の「作中における各種超科学・超自然現象はあくまでもその世界の中にある法則で動いているものであり、これを現実世界における基礎物理学をはじめとする従来の科学で解説する事は作品の存在意義そのものを否定する事となるため、ナンセンスであり無意味である」という考え方にのっとっている。
以下の書籍がNHK出版より発行されている。
- 『すごい科学で守ります!』（1998年3月1日初版・ISBN 4-14-080364-9）
- 『もっとすごい科学で守ります!』（2000年8月5日初版・ISBN 4-14-080503-X）
- 『さらにすごい科学で守ります!』（2005年11月30日初版・ISBN 4-14-080801-2）

『もっと～』は第32回（2001年）星雲賞ノンフィクション部門を受賞した。
2023年には、上記3冊を合本にした以下の書籍がNHK出版より発売された。
- 『グレート合体愛蔵版 すごい科学で守ります！』（2023年2月25日初版・ISBN 978-4-14-081925-8）[1]

長谷川は2015年のインタビューで『さらに』後の刊行が途絶えている理由について、近年のスーパー戦隊シリーズが科学をバックボーンにしていないため理屈がつけられないからと述べている。

## シリーズ独自の設定考証
『すごい科学で守ります!』シリーズにおいて、長谷川は次のような基準で考証を行っている。

「映像に確実に記されている事象＞映像から読取って推測ができる事象＞オフィシャル設定＞一般的にファン内で事実とされる設定」

ここから導き出された考証結果や設定は、公式設定ではない。また、東映側はこの書籍で解説されている設定について公式な声明は行っていない。

### 技術に関する考証
本シリーズでは、魔法的バイオテクノロジー、遺伝子操作、機械技術など、さまざまな技術・テクノロジーの融合が背景にあると定義している。
S.U.P.
地球文明技術、異星系技術、異世界技術の関連についても考察されている。異星系技術を持つ戦隊から技術供与を得る国際組織「S.U.P.（Scientific Universal Protection）」が発足し、地球内発展技術が発展したと長谷川らは考える。もちろん「S.U.P.」は「すごかが」独自の考えであり、オフィシャル設定ではない。
デンジ推進システム
電磁推進システムではない。
『デンジマン』に登場するデンジ星の技術であり、原理や詳細は不明ではあるが、だいたい三角形の形状の外観を持っており、空力を得て飛行、浮遊を行えるシステム。

### 歴史考証
スーパー戦隊シリーズでは『オーレンジャー』と『ゴーゴーファイブ』が共に1999年という設定になっており、ひとつの時間の流れで説明を続けることが困難になっている。そのために「ネジレジア混乱」という同じ年代が繰り返された理由を本シリーズ独自に設定し、矛盾を回避する試みを行っている。「ネジレジア」とは『メガレンジャー』に登場する敵組織の名称で、異次元からの来訪時のの影響で地球全体が巨大な時空の歪みに巻き込まれ、宇宙の他の領域に対して4年分過去に戻ってしまったと定義した。この設定に伴い『カーレンジャー』から『ギンガマン』までの3作品は2000年から2002年までが舞台として扱われているが、『カーレンジャー』劇中では第16話並びに第46話にて1996年から1997年が舞台である描写が明示されているため矛盾が生じている。
超古代文明
いくつかの作品では有史以前の地球に高度な文明が存在していた事になっているが、すごかが世界ではもちろんそれらの文明すべてが実在する。
- 6000年前のダイ族／ダオス帝国（『五星戦隊ダイレンジャー』）
- 1万2千年前のムー帝国（『宇宙刑事シャイダー』）
- 1億7000万年前の古代人類文明（『恐竜戦隊ジュウレンジャー』）
- 6億年前の超古代文明（『超力戦隊オーレンジャー』）

### 人物に関する考証
「すごかが」では、「同じ顔の者（同じ役者が演じた者）は同一人物」という考察が、しばしば見られる。 同一人物と目された彼らは、複数の作品に登場した理由を想像することで、本来、異なる世界観を持つ個別作品間のつながりがあると定義する。また、作品間の技術的な橋渡し役としても考察される場合がある。その中でも、最も多くの作品でその活動が確認できるのが宮内洋が演じた登場人物である。
宮内洋が演じた登場人物
改造人間となって悪に立ち向かった「彼」は、自分と同じ志を持つ者たちが生身のまま戦えるよう、幾つもの偽名を使いながら強化服の実戦テストを繰り返した。また、自ら宇宙刑事として働きつつバード星系の強化服に関する技術を学び、それを地球に持ち帰った。やがて「彼」は司令官として戦いの指揮を執るようになったのである、という経歴が考察された。
『百獣戦隊ガオレンジャーVSスーパー戦隊』の監督を務めた竹本昇は、同作で番場壮吉・新命明・三浦尚之が同時に登場した事について、事実上この考察に対する反論を含んだ演出だった事を明かしている。
- 風見志郎
- 新命明
- 番場壮吉
- 早川健
- アラン
- 三浦尚之
- 正木俊介

一族・血縁
劇中において同一人物ではないと明言されていても役者が同じであれば親族として扱われる場合がある。例として「ヘドリアン女王と魔女バンドーラ」（演：曽我町子）や「サー・カウラーと大教授ビアス」（演：中田譲治）が挙げられる。
「似た苗字のキャラクターは血縁関係にある（親族にあたる）」という考察もある。そのうちの一つに「星一族」が存在する。
星一族
彼らはその名前ゆえに宇宙に強い憧憬を抱いており、時折宇宙開発や発明にその力を注いでいる。一族からはスーパー戦隊のメンバーを数多く輩出し、S.U.P.の所持する学術・研究機関の博士となった者もおり、歴代のスーパー戦隊に一族総出で深く関わった、ということにされている。
- 科学戦隊ダイナマン（星川竜）
- 超獣戦隊ライブマン（星博士）
- 地球戦隊ファイブマン（星川一家）
- 超力戦隊オーレンジャー（星野吾郎）

## 取り扱い作品一覧
各作品の詳細については、それぞれの項目ないしはシリーズ名の項目を参照。
斜体 で表示された作品は個別の節を設けず、他作品に絡めて語られたのみ。
すごい科学で守ります!
スーパー戦隊シリーズ
- バトルフィーバーJ
- 電子戦隊デンジマン
- 太陽戦隊サンバルカン
- 大戦隊ゴーグルファイブ
- 科学戦隊ダイナマン
- 超電子バイオマン
- 電撃戦隊チェンジマン
- 超新星フラッシュマン
- 光戦隊マスクマン

- 超獣戦隊ライブマン
- 高速戦隊ターボレンジャー
- 地球戦隊ファイブマン
- 鳥人戦隊ジェットマン
- 恐竜戦隊ジュウレンジャー
- 五星戦隊ダイレンジャー
- 忍者戦隊カクレンジャー
- 超力戦隊オーレンジャー
- 激走戦隊カーレンジャー
- 電磁戦隊メガレンジャー

もっとすごい科学で守ります!
仮面ライダーシリーズ
- 仮面ライダー
- 仮面ライダーV3
- 仮面ライダーX
- 仮面ライダーアマゾン
- 仮面ライダーストロンガー
- 仮面ライダー (スカイライダー)
- 仮面ライダースーパー1
- 仮面ライダーZX
- 仮面ライダーBLACK
- 仮面ライダーBLACK RX
- 真・仮面ライダー 序章
- 仮面ライダーZO
- 仮面ライダーJ

スーパー戦隊シリーズ
- 秘密戦隊ゴレンジャー
- ジャッカー電撃隊
- 電磁戦隊メガレンジャー
- 星獣戦隊ギンガマン
- 救急戦隊ゴーゴーファイブ

メタルヒーローシリーズ
- 宇宙刑事ギャバン
- 宇宙刑事シャリバン
- 宇宙刑事シャイダー

その他の石ノ森作品
- 人造人間キカイダー
- ロボット刑事
- 星雲仮面マシンマン
- 兄弟拳バイクロッサー

さらにすごい科学で守ります!
スーパー戦隊シリーズ
- 未来戦隊タイムレンジャー
- 百獣戦隊ガオレンジャー
- 忍風戦隊ハリケンジャー
- 爆竜戦隊アバレンジャー
- 特捜戦隊デカレンジャー

メタルヒーローシリーズ
- 巨獣特捜ジャスピオン
- 時空戦士スピルバン
- 超人機メタルダー
- 世界忍者戦ジライヤ

- 機動刑事ジバン
- 特警ウインスペクター
- 特救指令ソルブレイン
- 特捜エクシードラフト
- 特捜ロボ ジャンパーソン
- ブルースワット
- 重甲ビーファイター
- ビーファイターカブト

その他の作品
- 有言実行三姉妹シュシュトリアン
- 超光戦士シャンゼリオン